# Peschel (Baumeister)

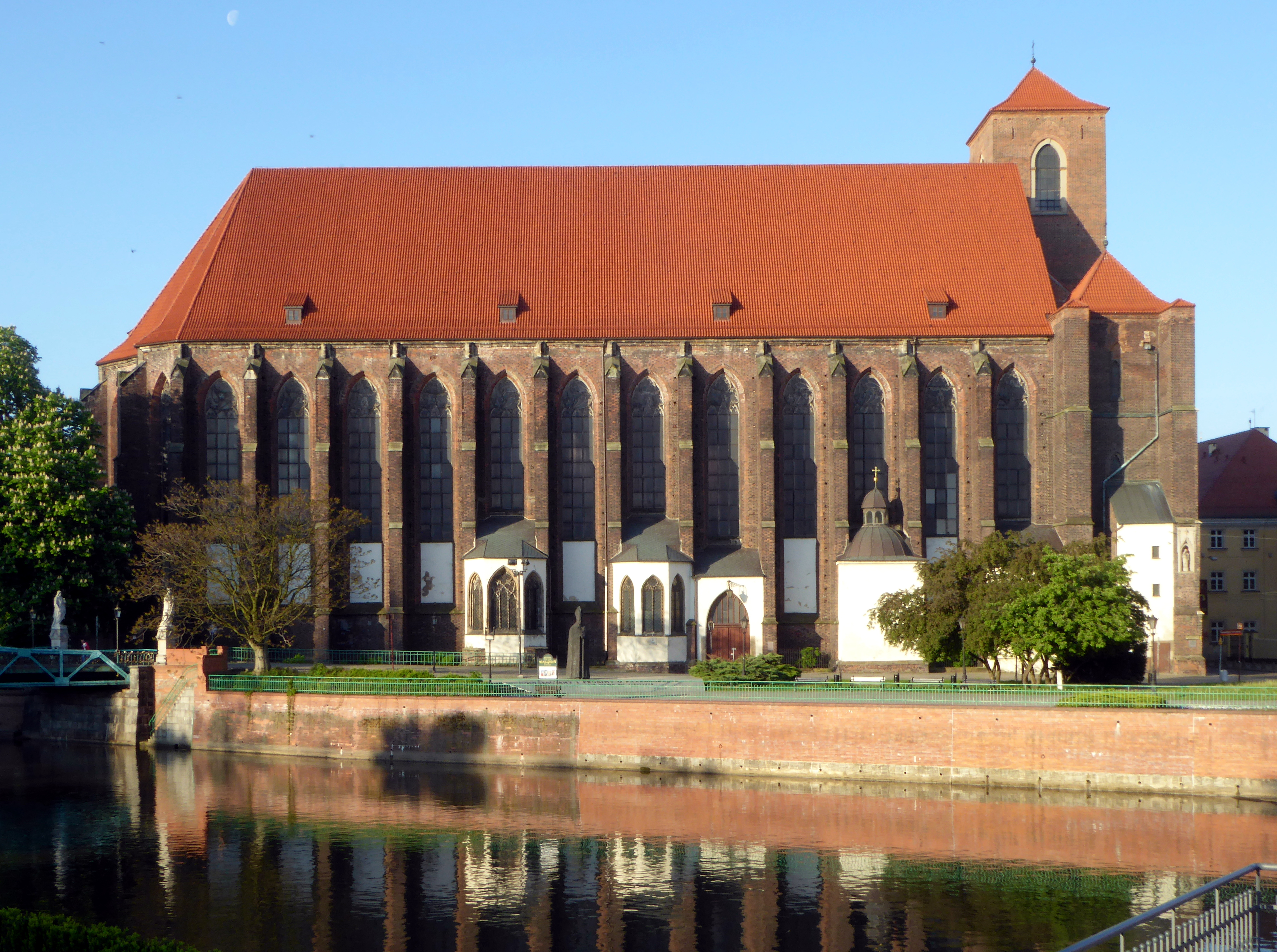
Unsere Liebe Frau auf dem Sande zu Breslau

Meister Peschel (Peter, Peschil, Peschke, lat. magister Pesco, poln. mistrz Pieszko; * vor 1330; † nach 1380) war ein mittelalterlicher Kirchenbaumeister der Gotik in Schlesien, vor allem in Breslau.
Peschel fügte von 1354 bis 1368 den Kleinchor (poln. Kaplica Mariacka) an die Ostwand der Breslauer Domkirche an, der von Bischof Preczlaw von Pogarell gestiftet wurde und dessen Grabtumba hier später ihren Platz fand. Nach 1365 folgten in Breslau die größte Kirche der Stadt, die Hallenkirche Unserer Lieben Frau auf dem Sande (St. Maria in Arena) sowie die zweitürmige Basilika der Pfarrkirche St. Maria Magdalena. Er wurde in den Quellen sowohl unter der deutschen als auch unter der latinisierten polnischen Namensform erwähnt, und es ist nicht möglich, seine Nationalität klar zu definieren.